# Krugerville, Texas
Krugerville là một thành phố thuộc quận Denton, tiểu bang Texas, Hoa Kỳ. Năm 2010, dân số của xã này là 1662 người.

## Dân số
- Dân số năm 2000: 903 người.
- Dân số năm 2010: 1662 người.